# Orchestre symphonique genevois

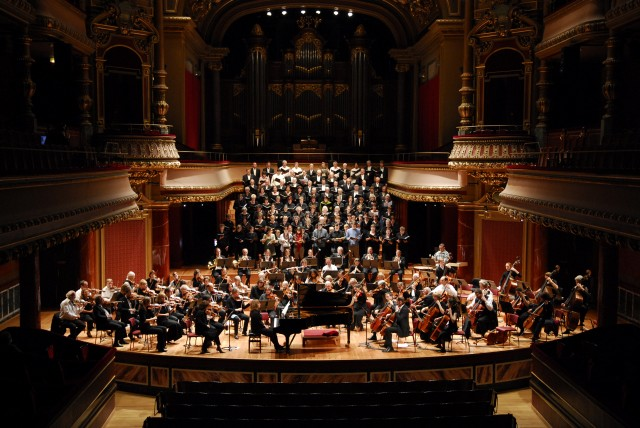
Orchestre symphonique genevois, 2007.

L'Orchestre symphonique genevois (OSG) est un orchestre symphonique suisse

## Histoire
Fondé en 1977, c'est un orchestre à grand effectif qui convient au répertoire romantique et moderne. Il accueille aussi de nombreux jeunes musiciens, qui lui apportent leur talent et jouent tous bénévolement. De 1977 à 1989, l'OSG a été dirigé par son fondateur David Blum. De 1989 à novembre 2013, il est dirigé par le chef d'orchestre suisse Hervé Klopfenstein. Dès janvier 2014, le russe Gleb Skvortsov sera à la tête de l'OSG.
L'orchestre prépare trois programmes différents par saison. L'OSG se produit également lors de congrès ou pour des concerts privés. Il a été plusieurs fois l'invité des Concerts du dimanche de la Ville de Genève et du Festival du Haut-Jura.
C'est un orchestre qui saute les frontières : celle des générations, avec des musiciens entre 18 et 80 ans ; celle des nationalités, avec des membres issus d'Amérique du Nord, des pays d'Asie, et de la plupart des nations européennes, sans oublier les Suisses naturellement ; et celle des professions : des médecins, des physiciens, des historiens, des bibliothécaires, des diplomates de l'ONU, des étudiants… et même des musiciens. La cohésion de cet orchestre tient à une seule chose : leur enthousiasme pour la Musique.
En 30 ans d'existence, l'OSG a donné plus de trois-cent soixante concerts à Genève, en Suisse romande et en France voisine, avec ses quatre-vingt à cent musiciens, ce qui en fait une partie intégrante de la vie culturelle genevoise. Il joue aussi un rôle formateur pour tous les jeunes musiciens. Pour avoir reconnu ces deux rôles, la Ville de Genève et quelques sponsors soutiennent financièrement l'OSG.
L'orchestre doit aussi son succès à son chef Hervé Klopfenstein, véritable « fabricant d'orchestre », passé maître dans la mise en valeur des musiciens amateurs, dont l'enthousiasme et l'engagement personnel sont souvent profondément ressentis par le public.
Autre signe de ce succès et de la qualité musicale de l'orchestre : les disques de ses plus grands concerts sont maintenant en vente à la FNAC.
Grâce à son bel effectif, l'orchestre peut présenter le grand répertoire symphonique : Robert Schumann, Johannes Brahms, Dmitri Chostakovitch, Maurice Ravel, Hector Berlioz, Anton Bruckner, Gustav Mahler, Sergueï Rachmaninov, Giuseppe Verdi, Antonín Dvořák, ou  même le Concerto pour orchestre.
Et pour jouer ces chefs-d'œuvre, il a engagé des grands solistes, surtout genevois et suisses, comme Sylviane Deferne, Louis Schwizgebel-Wang, Christian Favre, pianistes, Robert Zimansky, Gyula Stuller, violonistes ou François Guye, Daniel Grosgurin, violoncellistes.

## Répertoire
À côté des concerts de musique symphonique, l'OSG a présenté des œuvres avec chœurs: le Requiem allemand de Brahms, la Messe no 6 en mi bémol majeur de Schubert, le Requiem de Verdi et le Stabat Mater de Dvořák.
La musique du XXe siècle est représentée dans ses programmes par des compositeurs russes, français et suisses.
Les grands succès des dernières années furent la Symphonie no 7 de Bruckner, le Double concerto pour violon et violoncelle de Brahms, la Symphonie no 5 de Chostakovitch et le Concerto no 1 de Liszt avec le jeune prodige Louis Schwizgebel-Wang; puis un programme post-wagnérien avec César Franck, Ernest Chausson, Édouard Lalo, Jean Sibelius. Tout dernièrement[Quand ?], dans un Victoria Hall comble le Concerto no 2 de Rachmaninov avec Sylviane Deferne, pianiste.

## Discographie
- Gustav Mahler : Symphonie no 1 "Titan" (2010)
- Antonín Dvořák : Stabat Mater (2005)
- Czardas : Musiques tziganes, soliste : William Garcin, violon (2003)
- Robert Schumann : Concerto pour piano, op. 54, soliste : Christian Favre
- Johannes Brahms : Double concerto pour violon et violoncelle, solistes : Gyula Stuller, violon et François Guye, violoncelle) (2002)
- Giuseppe Verdi : Requiem (2002)
- Thierry Besançon : Le coq, la mouche et l'autour, conte musical de Örs Kisfaludy (2002)
- Franz Schubert : Messe en mi bémol, D. 950 (2000)
- Piotr Ilitch Tchaïkovski : Symphonie no 5, en mi mineur, op. 64 (1999)
- Alexandre Borodine : Danses polovtsiennes no 1 et no 2
- Antonín Dvořák : Danse slave no 8
- Franz von Suppé : Poète et paysan
- George Gershwin : Rhapsody in Blue, soliste : Florence Desbiolles, piano
- George Gershwin : Un Américain à Paris
- Musiques russes (1995)
  - Modeste Moussorgski : Une nuit sur le mont Chauve
  - Anatoli Liadov : Huit chants populaires russes
  - Serge Rachmaninov : Concerto pour piano no 3, en ré mineur, op. 30, soliste : Eric Vidonne, piano